# Donald Graham Burt
Pour les articles homonymes, voir Burt.
Donald Graham Burt (ADG) est un directeur artistique américain.

## Filmographie (sélection)

### Cinéma
- 1993 : Le Club de la chance (The Joy Luck Club) de Wayne Wang
- 1995 : Esprits rebelles (Dangerous Minds) de John N. Smith
- 1996 : Kazaam de Paul Michael Glaser
- 1997 : Donnie Brasco de Mike Newell
- 1999 : Ma mère, moi et ma mère (Anywhere But Here) de Wayne Wang
- 2002 : Laurier blanc (White Oleander) de Peter Kosminsky
- 2007 : Zodiac de David Fincher
- 2008 : L'Étrange Histoire de Benjamin Button (The Curious Case of Benjamin Button) de David Fincher
- 2010 : The Social Network de David Fincher
- 2011 : Millénium : Les Hommes qui n'aimaient pas les femmes (The Girl with the Dragon Tattoo) de David Fincher
- 2014 : Gone Girl de David Fincher
- 2017 : Hostiles de Scott Cooper
- 2023 : The Killer de David Fincher

### Télévision
- 2013 : House of Cards (9 épisodes)

## Distinctions

### Récompenses
- Oscars 2009 : Oscar des meilleurs décors pour L'Étrange Histoire de Benjamin Button
- BAFTA 2009 : British Academy Film Award des meilleurs décors pour L'Étrange Histoire de Benjamin Button
- BAFTA 2021 : British Academy Film Award des meilleurs décors pour Mank
- Oscars 2021 : Oscar des meilleurs décors pour Mank